# Hampstead (Karolina Północna)
Hampstead – jednostka osadnicza w Stanach Zjednoczonych, w stanie Karolina Północna, w hrabstwie Pender.